# Quercus rysophylla
Quercus rysophylla és una espècie de roure que pertany a la família de les fagàcies i està dins de la secció dels roures vermells del gènere Quercus.

## Descripció
Quercus rysophylla és un arbre perennifoli o caducifoli (durant els hiverns més freds), de ràpid creixement, que pot arribar fins als 25 m d'alçada. L'escorça és de color gris fosc, profundament solcat. Les branquetes estan solcades, sense pèls, amb lenticel·les petites, lleugeres. Els brots fan 6 mm de llarg, amb estípules. Les fulles són alternes, simples, rígides, el·líptiques a lanceolades, entre 7 a 25 cm de llarg i entre 2 a 8 cm d'ample. Les bases de cada fulla estan cordades o auriculades. L'àpex és agut. Els brots i el fullatge són de color vermell (o taronja) i peluts quan són joves. La vora de la fulla és ondulada, dentada a la meitat apical (entre 2 a 4 parells de dents), glabre. Quan les fulles maduren es tornen, llises, brillants i de color verd fosc per sobre. La part inferior de les fulles, també són llises, excepte al llarg de les venes on hi ha alguns flocs. Hi ha al voltant de 15 a 20 parells de venes secundàries plantejades per sota i per sobre impressionat, venes terciàries visibles a banda a banda de la fulla. El pecíol és llarg entre 2 a 8 mm. Les glans són ovoides, mucronades, glabres a la maduresa, llargues entre 1 a 1,7 cm, individuals o en parelles, sèssils. La cúpula, de color daurat i sedós quan és jove, ocupa entre un terç o la meitat de la nou. Les glans maduren al cap de 2 anys.

## Distribució i hàbitat
Aquest roure és endèmic a Mèxic, als estats de Nuevo León, Tamaulipas i San Luis Potosí, entre els 600 als 1900 m.
L'hàbitat on creix Quercus rysophylla és amb sòls lliures de calç i a ple sol. És un arbre resistent a les glaçades fins als -17 °C.

## Taxonomia
Quercus rysophylla va ser descrita per Charles Alfred Weatherby i publicat a Proceedings of the American Academy of Arts and Sciences 45(17): 423–424. 1910.
Etimologia
Quercus: nom genèric del llatí que designava igualment al roure i a l'alzina.
rysophylla: epítet